# Peter Goll
Peter August Goll (født 11. september 1974) er "Partner - Administrerende Direktør" i kommunikationsvirksomheden Substantia.
Peter Goll rådgiver om ledelse, public affairs og kommunikation. Derudover optræder han jævnligt som politisk kommentator I diverse medier.
Peter Goll har været rådgiver for daværende partiformand Holger K. Nielsen i SF, særlig rådgiver for forhenværende justitsminister Morten Bødskov samt administrerende direktør, nordisk kundedirektør og ledende partner i det skandinaviske kommunikationshus Geelmuyden Kiese. Han har i samme periode været en ofte brugt politisk kommentator i diverse medier.
Peter Golls omdømme blev i februar 2019 belastet af, at han var medvirkende til Falcks negative kampagne mod konkurrenten BIOS Ambulance Services Danmark i forbindelse med ambulancedriften i Region Syddanmark , en kampagne som af myndighederne er blevet kendt ulovlig. I den forbindelse beklagede Peter Goll sin medvirken og sine fejl i sagen.
Peter Goll bor på Frederiksberg med sin hustru Stine Luise Goll.
| Biografi/CV |
| --- |
| 2021: Partner - Administrerende Direktør i Oxymoron Communications (i 2023 omdøbt til først Schultz J og Goll og efterfølgende til Substantia) 2018 - 2020: Kommunikationsdirektør i Københavns Lufthavn 2016 – 2017: Senior Vice President Falck Emergency (Global Head of Business Projects og Customer Relations Manager) og en del af Group Management 2014 – 2016: Senior Vice President Falck Healthcare (direktør for borgervendte ydelser) og en del af Group Management i Falck Group 2013 – 2014: Nordisk kundedirektør, Geelmuyden Kiese 2012 – 2013: Særlig rådgiver for justitsminister Morten Bødskov 2011 – 2012: Ledende partner og formand for bestyrelsen, Geelmuyden Kiese DK 2004 – 2011: Senior Partner i Geelmuyden Kiese og medlem af Geelmuyden Kieses nordiske ledergruppe 2004 – 2010: Adm. direktør i Geelmuyden Kiese 2002 – 2003: Kommunikationskonsulent, Geelmuyden Kiese 2000 – 2002: Pressesekretær for SF på Christiansborg og særlig rådgiver for partiformand Holger K. Nielsen 2005 – 2014: Politisk kommentator i forskellige medier bl.a.: DR, TV2, Ritzaus Bureau, Børsen, BT, Berlingske Tidende og TV2 News. 2002 – 2004: Medlem af SF’s Forretningsudvalg (meldte sig ud af SF i 2004) 1998 – 2000: Landsformand for SF’s Ungdom Bachelor i statskundskab på Københavns Universitet Diplom i ledelse af professionelle servicevirksomheder fra Harvard Business School |

| Kronikker |
| --- |
| - Kæmp for frihedsidealer, så vi fortsat kan skændes Arkiveret 11. februar 2017 hos Wayback Machine, kronik bragt i Børsen d. 9. februar 2017 - http://www.dr.dk/radio/ondemand/p1/orientering-2017-02-07/#!/00:42:45 Trump, propaganda og medierne], deltagelse i P1 Orientering d. 7. februar 2017 - Derfor bukker medierne under for den velsmurte propagandamaskine, debatindlæg bragt i Politiken d. 5. februar - Når tilliden ryger, bliver demokratiet truet, debatindlæg bragt i Berlingske d. 4. februar - En spindoktors testamente, kronik fra 2012, bragt i Berlingske |

## Ekstern henvisning
- Substantia